# Міяке Йошіюкі
Міяке Йошіюкі (30 вересня 1945) — японський важкоатлет.
Бронзовий призер Олімпійських Ігор 1968 60kg року.
Переможець Азійських ігор 1970 року в категорії до 60 кг.
Чемпіон світу 1969 (до 60 кг), 1971 (до 60 кг) років, бронзовий призер 1965 (до 56 кг), 1966 (до 60 кг), 1968 (до 60 кг) років.